# Emile van Leent
Emile Marie van Leent (Heerlen, 29 december 1926 – Maastricht, 12 december 1993) was een Nederlands politicus van de KVP en later het CDA.
Hij heeft Gymnasium A gedaan aan het Bernardinuscollege in Heerlen en is daarna in 1953 afgestudeerd in de rechten aan de Katholieke Universiteit Nijmegen. Hij is vier jaar gemeentesecretaris van Nieuwenhagen geweest voor hij in februari 1962 benoemd werd tot burgemeester van Grubbenvorst waarmee hij in de voetsporen trad van zijn schoonvader M.F.G.M. van Grunsven die burgemeester van Heerlen is geweest. In 1971 maakte Van Leent de overstap naar Swalmen en in 1977 volgde zijn benoeming tot burgemeester van Vaals waar hij tot 1984 zou aanblijven. Van Leent overleed eind 1993 op 66-jarige leeftijd. 